# Großenhain
Großenhain település Németországban, azon belül Szászország tartományban. Lakosainak száma 18 077 fő (2023. december 31.).

## Népesség
A település népességének változása:
| Lakosok száma | 18 352 | 18 230 | 18 218 | 17 958 | 18 102 | 18 077 |
|               | 2015   | 2017   | 2019   | 2021   | 2022   | 2023   |